# 馬拉瓦卡峰
03°39′36″N 65°24′24″W / 3.66000°N 65.40667°W
馬拉瓦卡峰是委內瑞拉的山峰，位於該國南部亞馬遜州，處於杜伊達-馬拉瓦卡國家公園，海拔高度2,832米，山峰面積121平方公里。